# Хилсборо (река)
Хилсборо (англ. Hillsborough River) — река в графстве Куинс в провинции Остров Принца Эдуарда (Канада). Второе название реки — Ист-Ривер (англ. East River). Длина реки — 45 км. Площадь водосборного бассейна — 350 км².

## География
Река берёт начало в деревне Хед-оф-Хилсборо на высоте 43 м недалеко от северного побережья острова Принца Эдуарда, течёт в общем юго-западном направлении, возле столицы провинции, города Шарлоттаун, впадает в залив Шарлоттаун-Харбор, образованный слиянием трёх эстуариев рек — Хилсборо (Ист-Ривер), Йорк (Норт-Ривер) и Эллиот (Уэст-Ривер). Шарлоттаун-Харбор соединён протокой с заливом Хилсборо пролива Нортамберленд, который относится к бассейну залива Святого Лаврентия. Река фактически перерезает остров на две части и на протяжении веков служила удобным транспортным коридором. Почти 75 % длины реки подвержено влиянию приливов (до Маунт-Стюарт). Река образует 12-километровый эстуарий, который в своём устье достигает километровой ширины.

## Природа
Бассейн реки Хилсборо, где представлены солёные, солоноватые и пресные водно-болотные угодья, даёт большое разнообразие среды обитания для диких животных. Особенно много здесь водоплавающих птиц, ондатр и лисиц. На острове Гленфиннан гнездятся сотни пар большой голубой цапли. В том месте, где Хилсборо впадает в Шарлоттаун-Харбор, на разрушенных мостовых опорах гнездится колония крачек. В водах реки обитают как пресноводные, так и морские виды рыб, в том числе ручьевая форель, полосатый окунь, корюшка, скумбрия и угорь.
В пределах бассейна реки существуют и охраняемые природные территории, в частности, дубовая роща площадью 4 гектара, которая считается единственной территорией в провинции, где произрастают зрелые красные дубы. В бассейне реки Хилсборо также произрастает 57 редких видов сосудистых растений, из которых 25 — болотные виды.
В 1997 году река Хилсборо была включена в Список охраняемых рек Канады.